# Natolin (stacja metra)
Natolin – stacja linii M1 metra w Warszawie zlokalizowana przy skrzyżowaniu al. Komisji Edukacji Narodowej i ulicy Belgradzkiej.

## Opis stacji
Nazwa stacji została nadana uchwałą Rady Narodowej m.st. Warszawy 16 grudnia 1983. Jej budowa rozpoczęła się w 1984. 
Stacja jednokondygnacyjna, dwunawowa, z jednym rzędem słupów pośrodku peronu. Peron-wyspa ma szerokość 10 m i długość 120 m. Jest utrzymana w kolorach żółto-niebieskich. Na powierzchnię prowadzą schody oraz dwie windy koło al. Komisji Edukacji Narodowej i Belgradzkiej. Na terenie stacji znajdują się niewielkie punkty handlowe, bankomat oraz toalety.
Stacja przystosowana jest do pełnienia w razie konieczności funkcji schronu dla ludności cywilnej. Służą temu między innymi grube stalowe drzwi znajdujące się przy każdym wejściu na teren stacji.